# Джонс, Джеффри
Джеффри Данкан Джонс (англ. Jeffrey Duncan Jones; родился 28 сентября 1946 года) — американский актёр, наиболее известен по ролям Императора Йозефа II в фильме Милоша Формана «Амадей», полковника Харта в картине «Людоед» и отца Стинвика в «Сонной лощине» Тима Бёртона, у которого также играл в других фильмах.

## Биография
После окончания школы Путни (The Putney School) в 1964 году Джеффри Джонс поступил в Университет Лоуренса (Lawrence University), где его выступления в университетских постановках привлекли внимание известного английского театрального режиссёра Сэра Тайрона Гатри, который пригласил молодого человека Джонса на работу в свой театр в Миннеаполисе, штат Миннесота. В 1969 году Джонс отправился в Лондон, чтобы учиться в Лондонской академии музыки и драматического искусства, после чего в течение трех лет служил в Стратфордском театре (в Стратфорде, штат Онтарио).
Сценическая карьера Джонса включает более 125 спектаклей, начиная с театра Гатри, затем по всему миру (в  Канаде, Великобритании и Южной Америке) и в конечном итоге на Бродвее, где он работал с такими звёздами, как Сигурни Уивер, Кристофер Уокен, Дэвид Боуи и Мерил Стрип.

### Личная жизнь
Джеффри Джонс родился в Буффало, штат Нью-Йорк, в семье Рут (урождённой Скали) и Дагласа Беннетта Джонса, который умер, когда его сын был ещё ребёнком. Мать Джеффри была искусствоведом, именно она подтолкнула сына к актёрской карьере.
В своем интервью 1989 года Джонс отметил, что ценит спокойствие, уют и получает удовольствие от повседневной работы (такой, как ремонт дома) и его не интересует высокий статус или восторги фанатов. Джонс также указал, что широкое общественное признание затрудняет переход между ролями, а выход на первый план фактически не позволяет актёру скрыться от публики.
У Джонса есть сын — актёр и кинопродюсер Джулиан Куттс, чья мать, Ллой Куттс (1941—2008) была известным  в Канаде вокальным педагогом. Она и Джеффри познакомились в Стратфорде, штат Онтарио.

## Работы в кино
Переход от сцены к кино состоялся у Джонса в 1970 году. К числу его наиболее известных ролей в кино относят образ императора Йозефа II в фильме Формана «Амадей», Чарльз Дитц в «Битлджусе» Бёртона и Эдварда Р. Руни в картине «Феррис Бьюллер берёт выходной».
Благодаря характерному облику и невозмутимому выражению лица, персонажи Джонса получили больший комический колорит, чем это предполагалось в  сценариях. При этом талант Джонса распространялся не только на комедии. Биографический профиль Джонса в «Нью-Йорк Таймс» отмечает: «Хотя он поначалу стремился держаться подальше от исполнения ролей отрицательных персонажей, его внушительный рост, выразительные глаза, легкая насмешка и шокирующе-рыжие волосы придавали чертам актера нечто дьявольское. Это побудило его продемонстрировать свое мастерство в образах злодеев. Однако актер пользуется большим уважением во всех работах, где он появляется».

### «Амадей»
Режиссёр Милош Форман пригласил Джонса на роль императора Священной Римской империи Йозефа II в фильме «Амадей» (1984), экранизации одноимённой пьесы Питера Шеффера, увидев его работу в спектакле «Облако 9» театра Люсиль Лортель. Критик Джеймс Берардинелли отметил, что Джонс изобразил императора «как поверхностного, погруженного в себя правителя, который не может отличить великую оперу от посредственной». Винсент Кэнби из The New York Times высоко оценил картину, назвав самой запоминающимся эпизодом фильма момент, когда император жалуется на партитуру «Похищение из сераля», замечая, что там «слишком много нот». Эта роль принесла Джонсу номинацию на премию «Золотой глобус» за лучшую мужскую роль второго плана. После «Амадея» Форман снова пригласил Джонса в свой фильм, когда снимал «Вальмона» (1989), экранизацию романа Шодерло де Лакло «Опасные связи», где Джонсу досталась роль графа де Жеркура.

### «Выходной день Ферриса Бьюллера»
Роль Эдварда Р. Руни в фильме «Феррис Бьюллер берёт выходной» (1986) сделала Джонса культурной иконой. Руни, самоуверенный и одержимый ловлей хронического прогульщика Ферриса Бьюллера, стал символом напыщенности и авторитарности. Обзор в New York Times охарактеризовал работу Джонса, как «прекрасного мульт-персонажа, похожего на свирепого монстра», который «царапается, кусается, спускает собак и кидается грязью, преследуя свою более слабую, но хитрую, добычу и каждый раз терпит поражение, но не сдается, придумывая какой-то новый (бесполезный) план». Сам Джонс выразил обеспокоенность тем, что он останется в памяти зрителей именно по этой роли. Артист иронически отозвался о главном посыле фильма: «Что удивительно в „Феррисе Бьюллере“, так это то, что нас просят сочувствовать ребёнку, чья единственная жалоба на жизнь состоит в том, что его сестра получила на день рождения машину, а он — лишь компьютер».

### «Битлджус»
В фильме «Битлджус» (1988) Джонс и Кэтрин О'Хара изобразили семейную пару (Чарльза и Делию Дитц), невольно получившую в собственность дом с привидениями. Чтобы подчеркнуть скучность этой пары, режиссёр Тим Бёртон создал сцену в которой эти обыватели пригласили гостей на званый обед, на котором появившиеся призраки предыдущих владельцев заставили всех петь «Day-O (The Banana Boat Song)». Вскоре Джонс стал любимцем режиссёра Тима Бартона, который снял актёра в фильмах «Сонная лощина» (1998, преподобный Стинвик) и Эд Вуд (1994, Удивительный Крисвел).

### Другие роли
Джонс также исполнил роль учёного-злодея Уолтера Дженнинга в фильме Джорджа Лукаса «Говард-утка» (1986) и изобразил инспектора Лестрейда в киноленте о Шерлоке Холмсе «Без единой улики» (1988). 1992 год запомнился выходом сразу трех комедий с участием Джеффри Джонса: «Оставайтесь с нами», «Мама и папа, спасите мир!» и «В опасном положении»  Франсиса Вебера.
Также Джеффри снялся в таких картинах, как «Ханой Хилтон» (1987), «Охоте за „Красным Октябрём“» (1990) и «Адвокат дьявола» (1997). Он сыграл ключевую роль в независимом кинофильме «Вредитель» (The Pest, 1997).
Продолжая сниматься в исторических картинах Джонс воплотил в кино образ обвинителя пресловутых судебных процессах над салемскими ведьмами Томаса Патнэма в фильме «Суровое испытание» (1996), экранизации одноимённой пьесы Артура Миллера, основанной на реальных исторических событиях. Ещё одной запоминающейся ролью Джонса стал полковник Хард в фильме ужасов Антонии Бёрд «Людоед» (1999), где его работа поражает пронзительным реализмом. Кроме того актёр исполнил роль главного антагониста в комедии «Доктор Дулиттл 2» (2001) с Эдди Мерфи в главной роли.
Затем Джонс снимался в комедии «Кто твой Кэдди?» (2007), биографической ленте «Хемингуэй и Геллхорн» (2012) и фильме-катастрофе «10.0 Землетрясение» (2014). Кроме того в 2019 году в фильме «Дэдвуд» Джонс вернулся к роли журналиста Э. У. Меррика, которого на протяжении трёх лет до того играл в одноимённом сериале.
В мае 2015 года Джонс вернулся на театральную сцену с постановкой New American Theatre «63 триллиона» под руководством Стива Цукермана. Los Angeles Times заявила, что его изображение финансового консультанта Дика имело «злобный восторг, которому мог бы позавидовать сам Сатана». Начиная с марта 2018 года Джонс изображал больного патриарха Брэдли в постановке пьесы А. Р. Герни «Час коктейля», поставленной в театре Анненберг в Художественном музее Палм-Спрингс.
Из-за юридических споров Джонса не пригласили в фильм «Битлджус Битлджус» (2024), чтобы он мог повторить свою роль Чарльза Дитца. Его образ в сценах воспоминаний воспроизводится с помощью покадровой съемки, архивных фотографий и кадров на протяжении всего фильма. В сценах, происходящих в загробной жизни, Дитца изображают дублер и имитатор голоса (редкий случай, когда дублеры используются на живом актере с его согласия).
Сам Джонс много участвует в озвучке мультсериалов, а также озвучивает главного антагониста, главу Анклава и президента США Рика Ричардсона в компьютерной игре Fallout 2.

## Фильмография
| Год       |     | Русское название              | Оригинальное название      | Роль                               |
| --------- | --- | ----------------------------- | -------------------------- | ---------------------------------- |
| 1983      | ф   | Лёгкие деньги                 | Easy Money                 | Клайв Барлоу                       |
| 1984      | ф   | Амадей                        | Amadeus                    | император Иосиф II                 |
| 1986      | ф   | Если наступит завтра          | If Tomorrow Comes          | Бадж Холландер                     |
| 1986      | ф   | Говард-утка                   | Howard the Duck            | доктор Уолтер Дженнинг             |
| 1986      | ф   | Феррис Бьюллер берёт выходной | Ferris Bueller's Day Off   | Эдвард Руни                        |
| 1988      | ф   | Битлджус                      | Beetlejuice                | Чарльз Дитц                        |
| 1988      | ф   | Без единой улики              | Without a Clue             | инспектор Джордж Лестрейд          |
| 1989      | ф   | Кто такой Гарри Крамб?        | Who's Harry Crumb?         | Элиот Дрейсен                      |
| 1989      | ф   | Вальмон                       | Valmont                    | граф де Жеркур                     |
| 1990      | ф   | Охота за «Красным октябрём»   | The Hunt for Red October   | доктор Скип Тайлер                 |
| 1992      | ф   | В опасном положении           | Out on a Limb              | Matt Skearns / Peter Van Der Haven |
| 1992      | ф   | Мама, папа, спасите мир       | Mom and Dad Save the World | Дик Нельсон                        |
| 1992      | ф   | Оставайтесь с нами            | Stay Tuned                 | Спайк                              |
| 1994      | ф   | Эд Вуд                        | Ed Wood                    | Удивительный Крисвел               |
| 1995      | ф   | Гость                         | Houseguest                 | Рон Тиммерман                      |
| 1996      | ф   | Суровое испытание             | The Crucible               | Томас Патнэм                       |
| 1997      | ф   | Адвокат Дьявола               | The Devil's Advocate       | Эдди Барзун                        |
| 1999      | ф   | Стюарт Литтл                  | Stuart Little              | Крэншоу Литтл                      |
| 1999      | ф   | Людоед                        | Ravenous                   | полковник Харт                     |
| 1999      | ф   | Сонная лощина                 | Sleepy Hollow              | отец Стинвик                       |
| 2001      | ф   | Сердцеедки                    | Heartbreakers              | мистер Аппел                       |
| 2001      | ф   | Доктор Дулиттл 2              | Dr. Dolittle 2             | Джо Поттер                         |
| 2001      | ф   | Торчки                        | How High                   | вице-президент                     |
| 2004—2006 | с   | Дедвуд                        | Deadwood                   | А. У. Меррик                       |
| 2007      | ф   | Кто твой Кэдди?               | Who's Your Caddy?          | Каммингс                           |
| 2012      | ф   | Хемингуэй и Геллхорн          | Hemingway & Gellhorn       | Чарльз Колебо                      |
| 2014      | ф   | 10.0 Землетрясение            | 10.0 Earthquake            | Гладстоун                          |
| 2016      | кор | 7 дней                        | 7 Days                     | камео                              |
| 2019      | ф   | Дедвуд                        | Deadwood: The Movie        | А. У. Меррик                       |

## Проблемы с законом
В 2003 году Джонса обвинили в том, что он нанял четырнадцатилетнего мальчика для участия в порносессии, а также в хранении детской порнографии. Актёр не стал оспаривать предъявленные обвинения. Адвокат Джонса пытался доказать, что его подзащитного обвиняли вовсе не в растлении несовершеннолетних: тот просто попросил мальчика выполнить определённые движения на камеру за некоторую плату.
Джонса, в конечном счёте, приговорили к пяти годам условного заключения и зарегистрировали как сексуального преступника (пожизненно). В 2009 году он не выполнил перерегистрацию (которую должен был делать раз в двенадцать месяцев), за что обычно предусмотрено наказание в виде лишения свободы на срок до трёх лет. Джонс был арестован. Впоследствии его выпустили под залог в размере 20 тысяч долларов и приговорили к 250 часам общественных работ, а именно уборке мусора вдоль дорог Лос-Анджелеса.